# Chiesa di San Marziano (Ottone)
La chiesa di San Marziano è la parrocchiale di Ottone, in provincia di Piacenza e diocesi di Piacenza-Bobbio; fa parte del vicariato di Bobbio, Alta Val Trebbia, Aveto e Oltre Penice.

## Storia
Nel Basso Medioevo l'originaria cappella di Ottone fu distrutta da una frana; nel XII secolo venne riedificata e risultava aggregata alla diocesi di Tortona. La pieve è citata in un documento del 1523 come Plebs S.cti Martiani de Ottone. Nel 1690 divenne parroco di Ottone don Pellegrino Balzarino, il quale si adoperò fin da subito per dotare la comunità di una chiesa più grande, e, così, fu incaricato il capomastro Andrea Parodi di redigere il progetto del nuovo edificio, la cui prima pietra venne posta in quello stesso anno. I lavori si interruppero nel 1692 e nel 1693 ripresero a rilento a causa della malattia del parroco. Nel 1695 fu completato il presbiterio e nel 1707 la chiesa era terminata; nel 1709 venne collocato l'altare maggiore. Nel 1744 il vescovo Giuseppe Ludovico de Andújar trasferì la parrocchialità dalla chiesa di San Bartolomeo a quella di San Marziano, che già nel secolo precedente era divenuta il centro dell'attività parrocchiale. La consacrazione fu impartita il 24 agosto del 1851. La parrocchiale venne ristrutturata nel 2001.

## Descrizione

### Esterno

#### Campanile
La costruzione del campanile fu iniziata nel 1691; negli anni Sessanta del Novecento la torre venne modificata per installare su tutti i lati degli orologi.

#### Facciata
La facciata, terminata nel 1704, ristrutturata tra il 1894 ed il 1985 e modificata tra il 1926 ed il 1927, è a capanna, tripartita da lesene e divisa in due ordini separati da una marcapiano; l'ordine inferiore è in stile dorico, quello superiore in stile ionico. 

### Interno
L'interno della chiesa è a navata unica con quattro cappelle laterali, due a destra, dedicate alla Madonna della Salute e alla Beata Vergine del Rosario, e due a sinistra, intitolate a Sant'Antonio e al Crocifisso. Opere di pregio qui conservate sono la pala dell'altare del Crocifisso, eseguita da Francesco Tagliafieni, il quadro raffigurante Sant'Antonio di Padova, di autore ignoto, il dipinto della Madonna in gloria tra Santi ed Angeli, anch'esso realizzato da mano ignota, la statua di San Marziano, collocata nella chiesa nel 1929, la statua della Madonna del Rosario, scolpita forse dal Maragliano, e il fonte battesimale in marmi policromi.